# Змиёвский район
Змиевско́й либо Змиёвский райо́н (укр. Зміївський район) — упразднённая административная единица в центре Харьковской области Украины. Административный центр — город Змиёв. Район создан весной 1923 года, ликвидирован в июле 2020 года. Район вошел в состав укрупненного Чугуевского района.

## География
Площадь — 1365 км², что составляло 4,34 % от всей площади Харьковской области. Район граничил:
на севере с Чугуевским и Харьковским районами,
на юге — с Балаклейским и Первомайским районами,
на западе — с Нововодолажским районом Харьковской области.
Основные реки — Северский Донец, Мжа, Уды и Берестовая. Также в Змиевском районе расположено самое большое озеро Харьковской области — естественное озеро Лиман. На территории района находится крупнейшая охраняемая территория Харьковской области — национальный парк Гомольшанские леса.

## История
Основные моменты истории развития района:
- 1640 год (по другим данным 1657 год) — основание города Змиева.
- 1658 год — постройка Змиевской казацкой крепости.
- 1668 год — восстание против власти под предводительством атамана Ивана Сирко.
- 1670 год — Змиёв стал одним из центров восстания Степана Разина.
- Между 1797 и 1803 годами — создан Змиевской уезд Слободской губернии, существовавший до 1922 года.
- 1888 год — авария поезда, в котором ехал император Александр III и его семья (близ Борок, ныне село Первомайское).
- 1922 год — образование района из Змиевского уезда.
- 1923 год — Змиевской район является составной частью Харьковского и Изюмского округов Харьковской губернии.
- 27 февраля 1932 года — входит в состав Харьковской области.
- 22 октября 1941 года — захват города Змиёва немецкими войсками.
- Сентябрь 1943 года — район полностью освобождён от оккупантов войсками Юго-Западного фронта.
- 26 ноября 1976 года в связи с переименованием города Змиёва район был переименован в Готвальдовский (в честь Клемента Готвальда).
- 2 августа 1990 года район вернул своё историческое название.
- 17 июля 2020 года в рамках административно-территориальной «реформы» по новому делению Харьковской области[14] район был ликвидирован[15]; его территория присоединена в основном в состав Чугуевского района.

## Символика
Герб Змиёвского района (рис.1) был утверждён VII-ой сессией районного совета XXIII-го созыва на основании статей 22 и 43 Закона Украины «О местном самоуправлении на Украине» в 1997 году. Герб Змиёвского района представляет собою щит французской формы, рассечённый пополам. В первой половине щита изображена символика района: сноп пшеницы, обвитый голубою лентой; сноп обрамлён дубовым венком. Во вторую половину щита помещён герб районного центра — города Змиёва: на малиновом поле извивающийся вверх змий; на голове его золотая городская корона. Вокруг гербового щита — дубовые листья, обвитые сине-жёлтой лентой. Увенчан щит стилизованным изображением шестерни, по обе стороны которой размещены по два злаковых колоса. На фоне шестерни подан восход солнца и колосья пшеницы.
Данный герб был создан ещё в советский период, о чём говорит один из нагрудных значков серии «Утверждённые гербы РИ КЭМЗ» (рис.2). Ранее в Змиёвском районе, который в период 1976—1990 гг. носил название Готвальдовского, бытовал иной вариант герба (рис.3). Последний носит ярко выраженный негеральдичный «советский» стиль и не имеет никакой, собственно змиёвской символики.

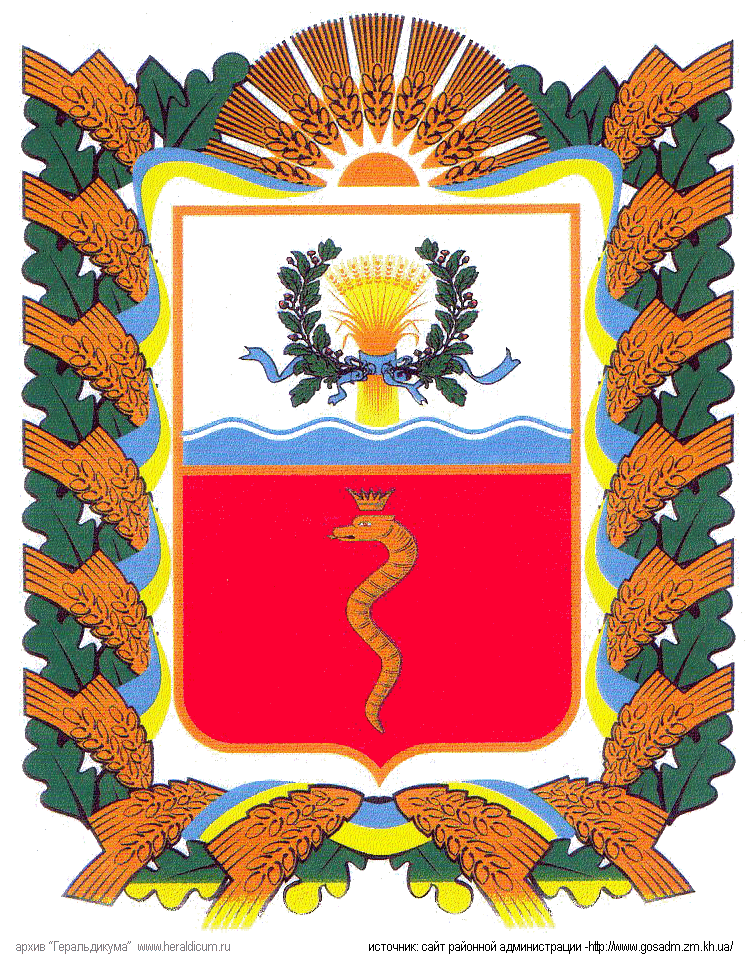
Рис.1. Современный герб Змиёвского района
Рис.2. Герб Готвальдовского района (предположительно 1980-е годы)
Рис.3. Герб Готвальдовского района (предположительно вторая половина 1970-х годов)

Флаг Змиёвского района, как и герб, утверждён VII-ой сессией районного совета XXIII-го созыва на основании статей 22 и 43 Закона Украины «О местном самоуправлении на Украине». Флаг Змиёвщины представляет собой прямоугольное полотнище (соотношение ширины и длины 2:3) малинового цвета с изображением в центре его районной символики. Высота гербовой композиции составляет 1/2 ширины флага. Сам флаг — двусторонний. На вершине древка — металлический конус высотою 1/10 ширины флага; основа конуса равна двум диаметрам древка; закрепляется на цилиндрической основе высотой, равной 1/20 ширины флага; цвет металла, из которого изготавливается навершие — серебряный. В «Положении о флаге» говорится, что флаг района поднимается на зданиях, где проходит сессия районного совета, в сессионном зале — на всё время сессий; на зданиях районных совета и администрации — постоянно. Флаг района может подниматься: на зданиях органов местных органов самоуправления, исполнительной власти, учреждений, организаций, предприятий района в дни государственных и местных праздников, приёмов официальных делегаций, на спортивных соревнованиях. Использование изображения герба или флага Змиёвского района может осуществляться при наличии разрешения, выдаваемого главой районного совета. Изображение флага может быть использовано при изготовлении сувенирной продукции. Флаг района при одновременном поднятии с государственным флагом Украины, не должен превышать его по своим параметрам.

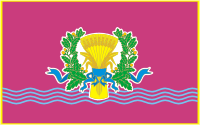
Рис.4. Современный флаг Змиёвского района

## Демография

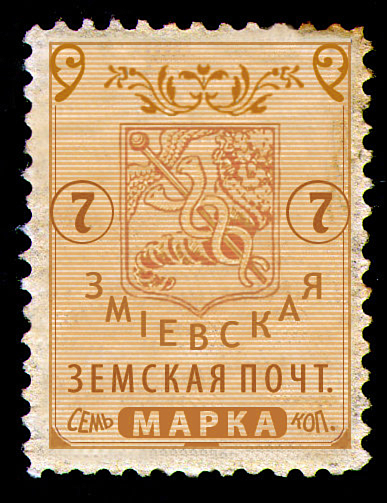
Артимарка Змиевского земства Харьковской губернии

Население района составляет 69 922 человека (данные на 2019 год), в том числе в городских условиях проживают 32 426 человек, в сельских — 37 496 человек.

### Национальный состав района (на 2001 год)
| Национальность        | Население, % |
| --------------------- | ------------ |
| Украинцы              | 82,3         |
| Русские               | 15,6         |
| Белорусы              | 0,5          |
| Армяне                | 0,2          |
| Другие национальности | 1,4          |

## Сельское хозяйство
Общая площадь сельскохозяйственных угодий района составляет 74 750 га. Распределение площади такое:
| Территория                           | Площадь, га | Вклад в общую площадь, % |
| ------------------------------------ | ----------- | ------------------------ |
| Пашни                                | 53 367,76   | 39,35                    |
| Леса и лесопосадки                   | 43 950,99   | 31,79                    |
| Пастбища                             | 10 219,18   | 7,53                     |
| Сенокосы                             | 9134,03     | 6,74                     |
| Застроенные земли                    | 7959,64     | 5,87                     |
| Водоёмы                              | 3918,72     | 2,89                     |
| Болота                               | 2873,19     | 2,12                     |
| Многолетние насаждения               | 2029,75     | 1,5                      |
| Сельскохозяйственные строения        | 1199,24     | 0,88                     |
| Дороги                               | 1025,28     | 0,76                     |
| Открытые земли (пески, яры и другое) | 787,22      | 0,58                     |

## Административное устройство
Район включает в себя:
| - Городских советов: 1 - Поселковых советов: 2 - Сельских советов: 13 | - Городов: 1 - Посёлков городского типа: 2 - Посёлков: 22 - Сёл: 52 |

### Местные советы
| Змиёвский городской совет Зидьковский поселковый совет Комсомольский поселковый совет Борковский сельский совет Боровской сельский совет Великогомольшанский сельский совет Гениевский сельский совет Задонецкий сельский совет | Лиманский сельский совет Нижнебишкинский сельский совет Скрипаевский сельский совет Соколовский сельский совет Тарановский сельский совет Тимченковский сельский совет Чемужовский сельский совет Шелудьковский сельский совет |

### Жилые населённые пункты
| с. Аксютовка с. Артюховка с. Беспаловка пос. Беспаловка пос. Благодатное с. Борки с. Боровая с. Борочек Второй пос. Бутовка с. Великая Гомольша с. Виловка с. Водяное с. Водяховка пос. Выришальный с. Высочинковка с. Гайдары с. Геёвка с. Гениевка с. Глубокая Долина с. Гришковка с. Гужвинское с. Гусиная Поляна с. Дачное с. Джгун пос. Донец | с. Дудковка с. Жадановка с. Задонецкое с. Зализничные Борки с. Занки с. Западня с. Звидки пгт Зидьки г. Змиёв с. Казачка с. Камплица с. Кирюхи с. Кислое с. Клименовка с. Колесники с. Константовка с. Коропово с. Кравцово с. Красная Поляна с. Кукулевка с. Курортное с. Левковка пос. Лесное с. Лиман с. Миргороды | с. Мохнач с. Нижний Бишкин (Нижний Бышкин) с. Омельченки с. Островерховка с. Пасеки с. Першотравневое (Першотравневый) с. Петрищево с. Погорелое с. Раздольное с. Репяховка (Репьяховка) с. Сидоры с. Скрипаи пгт Слобожанское с. Соколово с. Сухая Гомольша (Гомельша) с. Тарановка с. Тимченки с. Тросное с. Украинское с. Фёдоровка с. Чемужовка пос. Черемушное с. Черкасский Бишкин (Черкасский Бышкин) с. Шелудьковка |

#### Мёртвые населённые пункты
| с. Весёлое с. Егоровка | пос. Лазуковка с. Любовка | с. Исков Яр х. Ненарадов (Непорадов) |

#### Ликвидированные населённые пункты
| с. Довгали с. Новая Егоровка | пос. Новочеркасский с. Гнилище | с. Ольшанка |

## Известные люди
В годы Великой Отечественной войны 1941—1945 годов Змиевской район дал 13 Героев Советского Союза:
- Бублий, Павел Семёнович — уроженец города Змиёва, заместитель командира стрелкового полка, Герой Советского Союза[20];
- Воронько, Александр Григорьевич — уроженец села Соколово, гвардии майор, Герой Советского Союза;
- Ковтун, Григорий Иванович — уроженец села Черемушное, морской пехотинец, Герой Советского Союза;
- Колодяжный, Арсений Григорьевич — уроженец села Гонтари, гвардии рядовой, Герой Советского Союза;
- Кравцов, Ефим Егорович — уроженец села Шелудьковка, старший радиотелеграфист, Герой Советского Союза;
- Кришталь, Арсентий Елисеевич — уроженец села Чемужовка, механик-водитель танка, Герой Советского Союза;
- Лаврик, Иван Иванович — уроженец села Черемушное, младший лейтенант, Герой Советского Союза;
- Мищенко, Иван Васильевич — уроженец села Соколово, командир взвода, Герой Советского Союза;
- Пасько, Николай Фёдорович — уроженец села Скрипаи, капитан, Герой Советского Союза;
- Протопопов, Иван Иванович — уроженец села Гениевка, старший лейтенант, Герой Советского Союза;
- Слюсаренко, Захар Карпович — уроженец города Змиёва, генерал-лейтенант, дважды Герой Советского Союза;
- Чепур, Никита Дмитриевич — уроженец города Змиёва, Герой Советского Союза;
- Шемигон, Алексей Родионович — уроженец села Виловка, лейтенант, Герой Советского Союза.

Среди других известных уроженцев:
- Крышталь, Максим Калинович — уроженец села Чемужовка, награждён 4 Георгиевскими крестами в I Мировую войну.
- Ковалевский, Андрей Фёдорович (1840—1901) — агиограф, биограф деятелей Русской православной церкви, акафистник, основатель Высочиновского Казанского мужского монастыря[22].
- Кричевская, Любовь Яковлевна — поэтесса и писательница сентиментального направления.
- Яворницкий, Дмитрий Иванович — историк, археолог, этнограф, фольклорист, писатель, академик АН УССР.
- Золотарёв, Василий Дмитриевич — участник восстания на броненосце «Потёмкин».
- Пустовойт, Василий Степанович — известный селекционер, академик, дважды Герой Социалистического Труда, лауреат Ленинской и Государственной премий[23].
- Синякова-Уречина, Мария Михайловна — живописец, график, художник книги.
- Малик, Яков Александрович — сотрудник центрального аппарата наркомата иностранных дел СССР, являлся послом СССР в Японии, Великобритании, работал заместителем министра иностранных дел СССР.
- Погребняк, Пётр Степанович — зам. начальника главного управления лесного хозяйства Грузинской ССР, был членом-корреспондентом АН УССР, действительным членом АН УССР, вице-президентом АН УССР.
- Дерюгин, Иван Константинович — олимпийский чемпион, чемпион мира по современному пятиборью, отец Ирины Ивановны Дерюгиной, дважды абсолютная чемпионка мира по художественной гимнастике.
- Иванова, Людмила Мстиславовна — киноактриса, снялась в более чем 60 фильмах.
- Волк, Игорь Петрович — космонавт, Герой Советского Союза, заслуженный лётчик-испытатель СССР, президент международной ассоциации «Земля и космонавтика»[24].
- Подопригора, Галина Ивановна — женщина-меценат. Построила и содержит три храма в Харьковской области, в том числе один в Змиевском районе. Опекает более 150 детей со сложными судьбами.
- Гаркуша, Диана Руслановна — украинская модель.

## Транспорт
Через район проходит железнодорожная ветка, соединяющая Донбасс с Харьковом, а также областная трасса Харьков-Балаклея.

## Образование и наука
На 2013 год в районе функционирует 27 школ различной ступени образования (из них 3 лицея и 2 гимназии), в которых оборудованы 13 компьютерных классов. Есть детский дом. Также для детей работает детская юношеская спортивная школа, три музыкальные школы, центр детского и юношеского творчества и 12 детских садов. С 2013 года работает Змиевское научное краеведческое общество.

## Медицина
Население района обслуживается центральной районной больницей, Комсомольской городской больницей, районной поликлиникой, 4 участковыми больницами, 4 врачебными амбулаториями, 7 амбулаториями общей практики семейной медицины, противотуберкулезным диспансером, кожно-венерологическим диспансером, санитарно-эпидемиологической станцией, туберкулезным санаторием, 29 фельдшерско-акушерскими пунктами.

## Культура и спорт

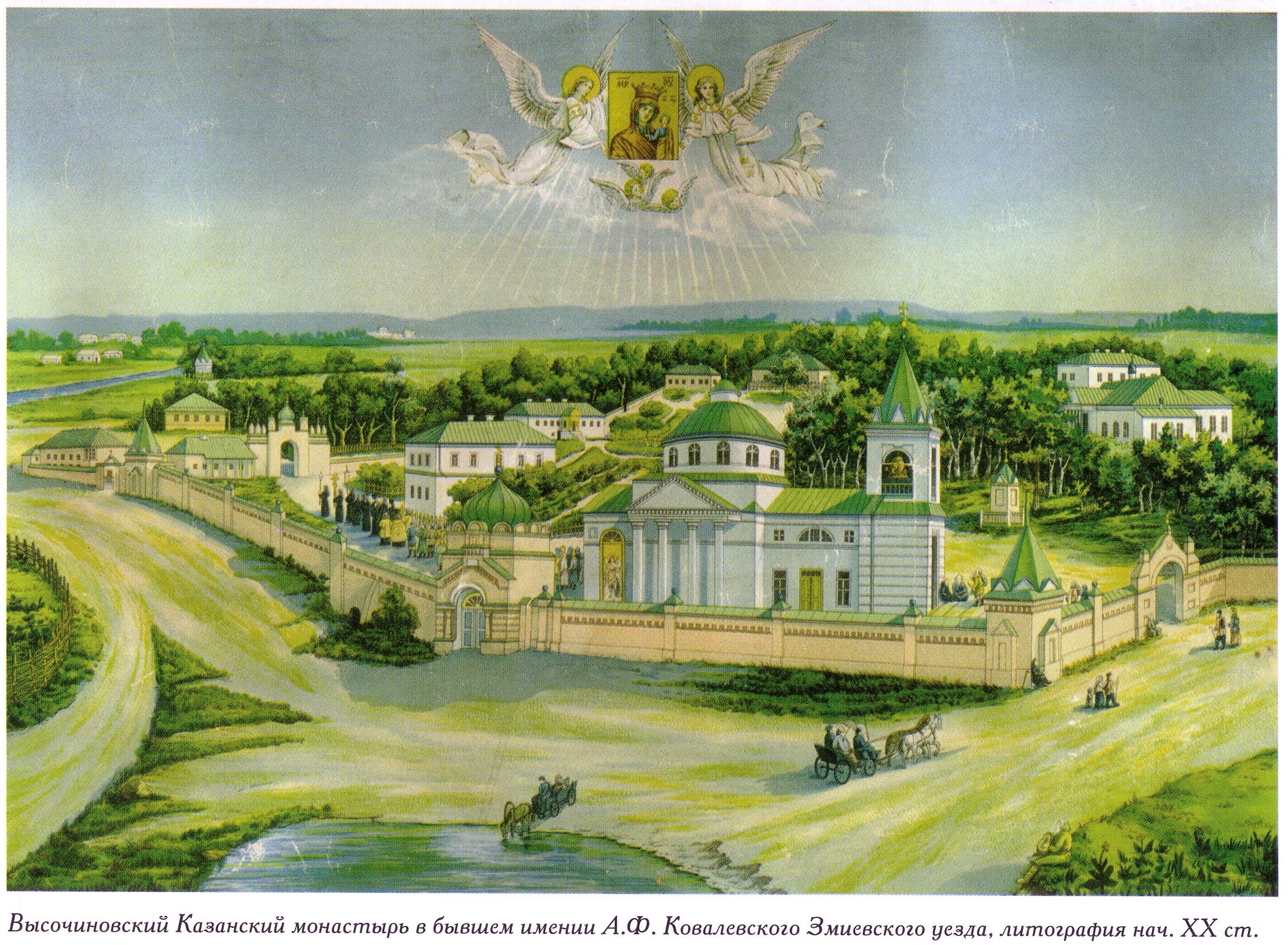
Змиевской Высочиновский Казанский монастырь

В районе работают 3 музея, 41 библиотека, 23 Дома культуры и Дворец культуры.
В систему СМИ входят 4 районные газеты, эфирный телеканал, кабельное телевидение (предоставляется несколькими провайдерами). До 2013 года функционировало проводное районное радиовещание:
- Газета «Змиевской курьер» (укр. "Зміївський кур'єр"),
- Газета «Вести Змиевщины» (укр. "Вісті Зміївщини"),
- Газета «Энергетик» (укр. "Енергетик"),
- Газета «Змиевской общественный вестник (ЗОВ)»,
- Кабельное ТВ «Медиа-Змиев»,
- Телерадиокомпания «Змиёв — ТВ» (укр. "Зміїв - ТБ").

В середине 1990-х годов районным отделением «Просвіти» издавалась газета «Змієве городище». В период 2012—2014 гг. выходила в свет рекламно-информационная газета «Аргумент недели» (укр. "Аргумент тижня").
С 2008 года работает электронный альманах «История Змиевского края» (ISSN 2414-5939).
С конца 2014 года Змиевское научное краеведческое общество издаёт электронный научный журнал «Змиевское краеведение» (ISSN 2413-7901).
В районе функционирует 17 стадионов и множество спортивных и тренажёрных залов.

## Достопримечательности
- 400-летний Казацкий дуб (с. Задонецкое);
- Часовня на месте катастрофы царского поезда (с. Первомайское);
- Памятник Героям — Широнинцам (с. Тарановка);
- Музей боевого братства (с. Соколово);
- Государственный ландшафтный заказник местного значения «Гомольшанская лесная дача» (с. Великая Гомольша);
- Национальный природный парк «Гомольшанские леса» (с. Задонецкое, с. Коропово);
- Государственный энтомологический заказник местного значения «Прогон» (с. Нижний Бишкин);
- Лесотипологический памятник природы «Мохначанский лес» (с. Мохнач);
- Государственный лесной заказник «Скрипаевский» (с. Скрипаи);
- Ильменитовые россыпи в урочище Романовы Ровцы (с. Нижний Бишкин);
- Участок векового соснового леса (терраса Северского Донца) и другие орнитологические, геоботанические, геологические, геоморфологические, гидрологические памятники природы[28].